# Carlos Torres (Astronom)
| (1973) Colocolo       | 18. Juli 1968      | mit S. Cofre          |
| (1974) Caupolican     | 18. Juli 1968      | zusammen mit S.Cofre  |
| (1992) Galvarino      | 18. Juli 1968      | zusammen mit S.Cofre  |
| (2013) Tucapel        | 22. Oktober 1971   | zusammen mit J.Petit  |
| (2028) Janequeo       | 18. Juli 1968      | zusammen mit S.Cofre  |
| (2282) Andrés Bello   | 22. März 1974      |                       |
| (2518) Rutllant       | 22. März 1974      |                       |
| (2654) Ristenpart     | 18. Juli 1968      | zusammen mit S.Cofre  |
| (2741) Valdivia       | 1. Dezember 1975   | mit S. Barros         |
| (2784) Domeyko        | 15. April 1975     |                       |
| (2858) Carlosporter   | 1. Dezember 1975   | zusammen mit S.Barros |
| (2976) Lautaro        | 22. April 1974     |                       |
| (3050) Carrera        | 13. Juli 1972      |                       |
| (3361) Orpheus        | 24. April 1982     |                       |
| (3922) Heather        | 26. September 1971 |                       |
| (3970) Herran         | 28. Juni 1979      |                       |
| (4269) Bogado         | 22. März 1974      |                       |
| (4853) Marielukac     | 28. Juni 1979      |                       |
| (4878) Gilhutton      | 18. Juli 1968      | zusammen mit S.Cofre  |
| (4881) Robmackintosh  | 1. Dezember 1975   |                       |
| (5569) Colby          | 22. März 1974      |                       |
| (5659) Vergara        | 18. Juli 1968      | zusammen mit S.Cofre  |
| (6217) Kodai          | 1. Dezember 1975   | zusammen mit S.Barros |
| (6888) 1971 BD3       | 27. Januar 1971    | mit J. Petit          |
| (6889) 1971 RA        | 15. September 1971 | mit J. Petit          |
| (6940) 1972 HL1       | 19. April 1972     |                       |
| (7045) 1974 FJ        | 22. März 1974      |                       |
| (7151) 1971 SX3       | 26. September 1971 |                       |
| (7975) 1974 FD        | 22. März 1974      |                       |
| (8605) 1968 OH        | 18. Juli 1968      | zusammen mit S.Cofre  |
| (9917) 1979 MK        | 26. Juni 1979      |                       |
| (10993) 1975 XF       | 1. Dezember 1975   | zusammen mit S.Barros |
| (12660) 1975 NC       | 15. Juli 1975      | zusammen mit S.Barros |
| (16352) 1974 FF       | 22. März 1974      |                       |
| (17350) 1968 OJ       | 18. Juli 1968      | zusammen mit S.Cofre  |
| (27655) 1968 OK       | 18. Juli 1968      | zusammen mit S.Cofre  |
| (29079) 1975 XD       | 1. Dezember 1975   | zusammen mit S.Barros |
| (43722) Carloseduardo | 18. Juli 1968      | zusammen mit S.Cofre  |

Carlos Torres (* 1929; † 2011) war ein Astronom an der Universität Chiles. Zwischen 1968 und 1982 entdeckte er selbst und zusammen mit anderen zahlreiche Asteroiden im Cerro El Roble-Observatorium, das sich an der Universität Chiles befindet. In der Widmung des Asteroiden (1769) Carlostorres ist wohl auch er als Carlos Torres R. genannt.

## Publikationen
- H. Wroblewski, C. Torres, S. Barros: Minor Planet Positions, Publicaciones Departamento de Astronomia Universidad de Chile, Vol. II, No. 7, pp. 215–244, (1977), bibcode:1977PDAUC...2..215W
- H. Wroblewski, C. Torres, S. Barros M. Wischnjewsky: Minor planet positions obtained at Cerro Calan Observatory during 1978-1980, Astronomy and Astrophysics Supplement Series, vol. 51, pp. 93–95 (Jan 1983), bibcode:1983A&AS...51...93W
- H. Wroblewski, C. Torres: New proper-motion stars south of declination -40 deg and right ascension between 00 H and 04 H 30 M, Astronomy and Astrophysics Supplement Series (ISSN 0365-0138), vol. 78, no. 2, pp. 231–247 (May 1989), bibcode:1989A&AS...78..231W
- H. Wroblewski, C. Torres: New proper motion determination of Luyten catalogue stars (LTT) south of declination -40 degrees and right ascension between 00 H and 04 H 30 M, Astronomy and Astrophysics Supplement Series (ISSN 0365-0138), vol. 83, no. 2, pp. 317–329 (May 1990), bibcode:1990A&AS...83..317W
- H. Wroblewski, C. Torres: New proper-motion stars south of declination -40 deg and right ascension between 04h 30m and 16h 00m, Astronomy and Astrophysics Supplement Series (ISSN 0365-0138), vol. 91, no. 1, pp. 129–169 (Nov 1991), bibcode:1991A&AS...91..129W
- H. Wroblewski, C. Torres: New proper motion determination of Luyten catalogue stars (LTT) south of declination -40 deg and right ascension between 04 H 30 M and 16 H 00 M, Astronomy and Astrophysics Supplement Series (ISSN 0365-0138), vol. 92, no. 3, pp. 449–472 (Feb 1992), bibcode:1992A&AS...92..449W
- H. Wroblewski, C. Torres: Proper motion LTT stars -5<DE<30, 0<RA<13h30, VizieR On-line Data Catalog: J/A+AS/128/457, bibcode:1998yCat..41280457W